# 美園東
美園東（みそのひがし）は、埼玉県さいたま市岩槻区の町名。現行行政地名は美園東一丁目から三丁目。郵便番号は339-0028。

## 地理
さいたま市岩槻区南部の沖積平野に位置する。浦和美園駅周辺の大規模区画整理事業であるみそのウイングシティの一環である岩槻南部新和西特定土地区画整理事業の完了に伴い町名変更された。同時期に浦和東部第二地区でも区画整理が完了し、美園一丁目〜六丁目が設置されている。なお、1962年（昭和37年）に浦和市と川口市に吸収合併され消滅した北足立郡美園村ではなく、1954年（昭和29年）に南埼玉郡岩槻町に吸収合併され消滅した新和村域であった。

## 歴史
- 2015年（平成27年）8月 - 新町名に関する住民アンケートを実施、同年11月に結果が発表され、美園東が65.07 %、尾ケ崎・釣上が17.28 %、ウィングシティ東が10.66 %、新和が5.51 %であった[4]。
- 2017年（平成29年）2月18日 - 岩槻南部新和西特定土地区画整理事業の完了に伴い、尾ケ崎新田・釣上・釣上新田の各一部から美園東一丁目〜三丁目が成立[5][6]。

## 世帯数と人口
2017年（平成29年）10月1日現在の世帯数と人口は以下の通りである。
| 丁目         | 世帯数  | 人口    |
| ------------ | ------- | ------- |
| 美園東一丁目 | 305世帯 | 703人   |
| 美園東二丁目 | 441世帯 | 1,065人 |
| 美園東三丁目 | 193世帯 | 474人   |
| 計           | 939世帯 | 2,242人 |

## 小・中学校の学区
市立小・中学校に通う場合、学区（校区）は以下の通りとなる。
| 丁目         | 番地 | 小学校                 | 中学校                 |
| ------------ | ---- | ---------------------- | ---------------------- |
| 美園東一丁目 | 全域 | さいたま市立新和小学校 | さいたま市立城南中学校 |
| 美園東二丁目 | 全域 | さいたま市立新和小学校 | さいたま市立城南中学校 |
| 美園東三丁目 | 全域 | さいたま市立新和小学校 | さいたま市立城南中学校 |

## 交通
- 地内に鉄道は敷設されていない。およそ500 m西に埼玉高速鉄道線浦和美園駅がある。

### 道路
- 国道463号

## 施設
- ウニクス浦和美園
- 正福寺
- 稲蒼魂神社